# السلطة التنفيذية المؤقتة للأمم المتحدة
السلطة التنفيذية المؤقتة للأمم المتحدة (قوة الأمن الألمانية التابعة للأمم المتحدة في غرب غينيا الجديدة، UNTEA) هي بعثة سلام تابعة للأمم المتحدة أنشئت في غرب غينيا الجديدة خلال أكتوبر 1962 وفقًا لقرار الجمعية العامة رقم 1752 الصادر في 21 سبتمبر 1962 على النحو المطلوب في المادة الثانية من اتفاقية نيويورك لإدارة غينيا الهولندية الجديدة السابقة. وقد تم ذلك اعتبارًا من أكتوبر 1962 حتى أبريل عقد عام 1963.
كان الهدف من تفويض الأمم المتحدة السيطرة على وقف إطلاق النار وتأمين النظام العام في غرب غينيا الجديدة. وقد سبق ذلك توتر واشتباكات عسكرية محدودة بين هولندا وإندونيسيا. بينما أرادت هولندا منح مستعمرتها الاستقلال بعد تصويت مماثل من قبل شعب غينيا الهولندية الجديدة، طالبت إندونيسيا بالمنطقة.
كان مقر البعثة في هولانديا (جايابورا الآن). بقيادة اللواء سعيد الدين خان من باكستان. وكانت قوة الأمن الألمانية التابعة للأمم المتحدة في غرب غينيا الجديدة الذراع الأمنية للبعثة، وهي بعثة إدارية تابعة للأمم المتحدة ضمنت الانتقال السلس للسيادة على غرب غينيا الجديدة من هولندا إلى إندونيسيا.